# Куватал
Куватал (в верховье Большой Куватал) — река в России, протекает по Челябинской области. Устье реки находится в 4,8 км по левому берегу реки Азяш. Длина реки составляет 13 км.

## Данные водного реестра
По данным государственного водного реестра России относится к Камскому бассейновому округу, водохозяйственный участок реки — Уфа от истока до Долгобродского гидроузла, речной подбассейн реки — Белая. Речной бассейн реки — Кама.
Код объекта в государственном водном реестре — 10010200812111100020120.